# Oye Lucky! Lucky Oye!
Pour plus de détails, voir Fiche technique et Distribution.
Oye Lucky! Lucky Oye! est un film bollywoodien réalisé par Dibakar Banerjee et sorti en 2008.

## Synopsis
Le film débute en illustrant l’obsession des médias pour Lucky, un voleur habile âgé de 31 ans qui opère dans plusieurs villes indiennes avec une audace déconcertante. La narration revient ensuite sur les années d’adolescence de Lucky, où l’on découvre une famille en plein désarroi. Son père, Jani (interprété par Paresh Rawal), introduit une deuxième épouse, exacerbant ainsi une dynamique familiale déjà tumultueuse. Ce climat de chaos pousse le jeune Lucky à commettre ses premiers larcins, notamment le vol de motos avec l’aide de son ami Bangali, geste initial motivé par le désir d’impressionner les filles et de se sentir valorisé.
Au fil des ans, Lucky et Bangali sont exploités par Gogi (également interprété par Paresh Rawal), un contracteur en mariages qui les recrute pour des escroqueries de plus en plus ambitieuses. Durant cette période, Lucky entame une relation amoureuse avec Sonal, la sœur d’une danseuse autrefois associée à Gogi, symbolisant pour lui l’accession à un mode de vie plus respectable. Une séquence particulièrement marquante montre Lucky, désormais maître dans l’art de l’improvisation, orchestrant un cambriolage dans la maison luxueuse du journaliste Babul Awasthi. Alors qu’il parvient habilement à contourner les dispositifs de sécurité – notamment le chien de garde –, la frustration du journaliste culmine lorsqu’il tue son propre animal, marquant un tournant décisif dans la vie de Lucky.
Après avoir enduré les mauvais traitements de Gogi, Lucky prend la décision de fuir vers Mumbai. Là-bas, il rencontre le Dr Handa (encore un personnage interprété par Paresh Rawal) et adopte l’alias de Sunny Arora, illustrant son désir de se réinventer. Pendant ce temps, l’officier de police Devender Singh exerce une pression croissante sur Gogi afin d’obtenir des renseignements sur les agissements de Lucky à Delhi. De retour dans la capitale, Lucky retrouve Bangali et élabore un plan audacieux pour cambrioler à nouveau, tout en se confrontant à son passé lorsque, lors d’une rencontre poignante, il retrouve son frère éloigné et prend conscience de la déchirure provoquée par la séparation de ses parents.
Ces scènes clés, entrecoupées de montages dynamiques – qui montrent notamment Lucky se fondant dans le décor des soirées huppées à Mumbai et utilisant son charisme pour dissimuler sa véritable identité – soulignent la dualité du personnage. Malgré ses exploits audacieux, chaque action révèle une quête désespérée d’acceptation sociale et une profonde douleur liée à ses origines. Finalement, les trahisons et les révélations accumulées le conduisent à renoncer à sa vie de délinquant pour s’engager sur la voie d’une existence plus stable aux côtés de Sonal. 

## Fiche technique
- Titre : Oye Lucky! Lucky Oye!
- Réalisation : Dibakar Banerjee
- Scénario : Dibakar Banerjee et Urmi Juvekar
- Dialogues : Manu Rishi Chadha
- Musique : Dhruv Dhalla et Sneha Khanwalkar
- Photographie : Kartik Vijay
- Montage : Shyamal Karmakar et Namrata Rao
- Production : Ronnie Screwvala
- Société de production : UTV Motion Pictures
- Pays :  Inde
- Genre : Comédie dramatique et action
- Durée : 125 minutes
- Dates de sortie : 
  -  Inde : 28 novembre 2008

## Distribution
- Abhay Deol : Lucky
- Paresh Rawal : le père de Lucky / Gogi Bhai / Dr. Handa
- Neetu Chandra : Sonal
- Manu Rishi : Bangali
- Archana Singh Puran : Mme Handa
- Richa Chadda : Dolly
- Anurag Chadda : Devender Singh
- Manjot Singh : Lucky jeune
- Rajinder Sethi : Pénale